# Rossemia longithorax
Rossemia longithorax là một loài tò vò trong họ Ichneumonidae.